# Diòcesi de Bretoña
La diòcesi de Bretoña o Britonia va ser una antiga demarcació eclesiàstica de la Gal·lècia, establerta pels sueus al segle vi. Actualment és una seu titular.
Segons Enrique Flórez la diòcesi no apareix documentada fins al 572 durant el II Concili de Braga, com a part de l'arxidiòcesi de Lugo. És possible que hagués estat establerta pocs anys abans, amb la voluntat de no establir diòcesis gaire extenses, que facilitessin una millor comunicació entre prelats i fidels. Així, el rei sueu Teodomir ho va proposar i els alts càrrecs eclesiàstics van resoldre augmentar el nombre de càtedres episcopals i en ser el de Bretoña un dels de menys antiguitat que la resta, Flórez creu que es va establir en aquest època, sobre la de Lugo, de la qual va esdevenir sufragània. El seu territori podria equivaldre aproximadament a la diòcesi de Mondoñedo, territori on hi havia antigament la població de Bretoña. La conquesta de la península pels musulmans va acabar amb aquesta diòcesi, perquè Bretoña va ser destruïda. És possible que es mantingués com a titular en distintes seus, però en ser erigida la seu a Mondoñedo, s'acabarien intitulant d'aquesta seu i també de Dume.

## Episcopologi
- Mailoc (ca. 572)
- Metopi (ca. 633)
- Sonna (ca. 646-ca. 653)
- Bel·la (ca. 675)
- Brandila (?)
- Suniagisid (ca. 693)

## Bisbes titulars
- Eugene O'Callaghan (1969 - 1971)
- John Brewer (1971 - 1983)
- Edward Joseph O'Donnell (1983 - 1994)
- Paweł Cieślik (1994 - actualitat)